# Газьба
Газьба (бел. Га́зьба) — деревня в Городокском районе Витебской области Белоруссии. Входит в состав Межанского сельсовета, ранее входила в Руднянский сельсовет.
Находится в 10 верстах к востоку от деревни Рудня.

## Население
- 1999 год — 194 человек
- 2010 год — 56 человек[3]
- 2019 год — 35 человек[1]

## История
До 2004 года деревня была подчинена в административном плане Газьбинскому сельсовету, после упразднения которого, стала подчинена Руднянскому сельсовету.
```
В деревне родился Герой Советского Союза 
Козлов Арсентий Ефимович
. Арсентий Ефимович Козло́в (23 февраля 1919—12 августа 1971)— участник Великой Отечественной войны, командир отделения 258-го инженерно-сапёрного батальона 56-й инженерно-сапёрной бригады 4-й гвардейской армии 3-го Украинского фронта, старший сержант.
```

## Достопримечательность
- Памятник погибшим землякам. Установлена стела.

## Известные лица
- Козлов, Арсентий Ефимович —  участник Великой Отечественной войны, командир отделения 258-го инженерно-сапёрного батальона 56-й инженерно-сапёрной бригады 4-й гвардейской армии 3-го Украинского фронта, старший сержант. Герой Советского Союза (1945).